# Benjamin van der Velden
Benjamin van der Velden (Ede, 29 april 1990) Is een Nederlandse cabaretier en liedjesschrijver. Hij studeerde in 2017 af als toetsenist aan het Conservatorium Haarlem waarna hij zich richtte op cabaret.
In 2016 won hij de juryprijs op het Griffioen/Zuidplein Cabaret Festival en de persoonlijkheidsprijs op het Groninger Studenten Cabaret Festival.

## Theaterprogramma's
- 'Ik, Ben.' (2017 - 2019)
- 'Ja Maar Hoe Dan?' (2019 - heden, première in TapasTheater)